# Chrostosoma enna
Chrostosoma enna är en fjärilsart som beskrevs av William Schaus 1924. Chrostosoma enna ingår i släktet Chrostosoma och familjen björnspinnare. Inga underarter finns listade i Catalogue of Life.